# Īj
Īj (persiska: ایج) är en ort i Iran.   Den ligger i provinsen Fars, i den centrala delen av landet, 800 km söder om huvudstaden Teheran. Īj ligger 1 467 meter över havet och antalet invånare är 6 233.
Terrängen runt Īj är kuperad söderut, men norrut är den bergig. Īj ligger nere i en dal. Runt Īj är det glesbefolkat, med 20 invånare per kvadratkilometer. Det finns inga andra samhällen i närheten. Omgivningarna runt Īj är i huvudsak ett öppet busklandskap.